# Abarema callejasii
Abarema callejasii là một loài thực vật thuộc họ Đậu. Đây là loài đặc hữu của sườn đông của dãy Trung Cordillera ở Antioquia, Colombia. Đây là một loài cây gỗ nhỏ được tìm thấy trong rừng mưa nhiệt đới trên núi.